# Andrei Csillag (deputat)
Andrei Csillag (n. 16 iulie 1990) este un politician român al Partidului Oamenilor Tineri. A fost ales membru al Camerei Deputaților la alegerile parlamentare din 2024.